# Sitio de Frankenthal
El sitio de Frankenthal fue un asedio de la campaña del Palatinado durante la guerra de los Treinta Años. Un ejército español bajo el mando de Gonzalo Fernández de Córdoba asedió la ciudad y su guarnición, principalmente inglesa, estaba comandada por Horace Vere. El sitio duró desde 1621 hasta el 20 de marzo de 1623, cuando el rey Jacobo I ordenó la rendición de la ciudad.

## Antecedentes
A principios del siglo XVII las fortificaciones de la ciudad fueron mejoradas por Federico IV, Elector del Palatinado, en preparación para la guerra. Frederico IV también refortificó Heidelberg y creó la ciudad-fortaleza de Mannheim. La ciudad alemana de Frankenthal tenía un papel estratégico importante dentro del Electorado del Palatinado.
El 23 de mayo de 1618, el Reino de Bohemia se rebeló contra Fernando II, emperador del Sacro Imperio Romano Germánico y le ofreció la corona a Federico V, Elector Palatino, quien, al aceptar la oferta bohemia, llevó al electorado del Palatinado a la guerra, ampliando así el conflicto.
La ciudad sería posesión española (salvo ocupación sueca de noviembre de 1632 a octubre de 1635) hasta mayo de 1652, cuando es devuelta al Palatinado regido por Carlos I Luis, a cambio de derechos sobre la ciudad imperial de Besanzón, que en 1664 pasaría a España.